# Молодёжный союз Германии
Молодёжный союз (нем. Junge Union, JU) — молодёжная организация при блоке ХДС/ХСС, самая крупная молодёжная политическая организация при партии в Федеративной Республике Германия и Европе.
JU является членом Молодежной европейской народной партии (YEPP), зонтичной организации христианско-демократических и консервативных молодежных организаций Европы, а также Международного союза молодых демократов (IYDU). Она тесно сотрудничает со всеми европейскими партнерскими организациями, но традиционно имеет тесные связи с соседней Junge Österreichische Volkspartei (JVP), молодежной организацией Австрийской народной партии.
Все международные дела координируются Международной комиссией, которую возглавляют Максимилиан Мёрзебург MdB в качестве международного секретаря и его заместители Мануэль Кнолль MdL и Мориц Убермут.

## Политическая позиция
В своем манифесте союз определяет себя как либеральную, прогрессивную, но консервативную организацию. JU выступает за демократию и социальную рыночную экономику и поддерживает европейскую интеграцию и партнёрство с США в рамках НАТО. Одной из центральных задач является последующее реформирование государственной системы социального обеспечения. Молодёжный союз поддерживает равенство между поколениями, выступает за реформы пенсионного обеспечения и системы здравоохранения, борьбу с безработицей. В области внешней политики союз поддерживает немецко-американский альянс безопасности. Союз Молодежи хочет создать больше рабочих мест и учебных мест для молодёжи.

## Организационная структура
Молодёжный Союз состоит из земельных ассоциаций (Landesverband), земельные ассоциации из районные ассоциаций (Kreisverband), крупные районные ассоциации состоят из местных ассоциаций (Ortsverband).
Высший орган — Германский съезд (Deutschlandtag) избирается ландестагами, между Германскими съездами — Германский совет (Deutschlandrat), избирается ландестагами, между Германскими советами — федеральное правление (Bundesvorstand), избирается Германским съездом, высшее должностное лицо — федеральный председатель (Bundesvorsitzender), избирается Германским съездом.
Земельные ассоциации
Земельные ассоциации соответствуют землям.
Высший органы земельной ассоциации — ландестаг (Landestag), избирается крейстагами или общими собраниями, между ландестагами — земельное правление (Landesvorstand), избирается ландестагом, высшее должностное лицо земельной ассоциации — земельный председатель (Landesvorsitzender), избирается ландестагом.
Районные ассоциации
Районные ассоциации соответствуют районам, внерайонным городам и городским округам Берлина и Гамбурга.
Высший орган районной ассоциации — общее собрание (Mitgliederversammlung), реже крейстаг (Kreistag), избираемый общими собраниями, между общими собраниями или крейстагами — районное правление (Kreisvorstand), избирается общим собранием или крейстагом, высшее должностное лицо районной ассоциации — районный председатель (Kreisvorsitzender), избирается общим собранием или крейстагом
Местные ассоциации
Местные ассоциации соответствуют общинам, городам, городским округам и городским кварталам Берлина и Гамбурга.
Высший органы местной ассоциации — общее собрание (Mitgliederversammlung), между общими собраниями — местное правление (Ortsvorstand), избирается общим собранием, высшее должностное лицо местной ассоциации — местный председатель (Ortsvorsitzender), избирается общим собранием.